# رولاند بيرغر
رولاند بيرغر (بالألمانية: Roland Berger)‏ هو رائد أعمال ألماني، ولد في 22 نوفمبر 1937 في برلين في ألمانيا.

## وصلات خارجية
- رولاند بيرغر على موقع مونزينجر (الألمانية)